# 西光寺 (愛西市)
西光寺（さいこうじ）は、愛知県愛西市稲葉町にある真宗大谷派の寺院である。山号を夕照山と称する。開山（創立者）は諦善法師と伝えられる。

## 歴史
開山は諦善法師（生年不明 - 1272年（文永9年））によるもので、当初は天台宗であったという。最澄作とされる塑像による聖徳太子立像を創立の頃から伝える。美濃国海西郡幡長村（現在の岐阜県海津市平田町幡長）にあったが、尾張国中島郡三宅村（現在の愛知県稲沢市平和町中三宅）に移り、法順法師の頃に浄土真宗に改宗されるとともに現在地に転じたという。在三宅時代には領主橋本伊賀守の菩提寺であったという。江戸時代に入ると、尾張藩第二代藩主徳川光友に仕え、同藩五代藩主徳川五郎太を傅育した女性が嫁いできたことにより、尾張藩より永世社寺奉行直達とされ、丸八の紋を幕に使用することを許可されるなど特別の扱いを受けることとなった。また、三つ葉葵の紋が付いた聖徳太子厨子などが下賜されたと伝わるものの、ほとんど現存しない。さらには、九条輔実の家老石井兵部権少輔の娘が嫁いできたことにより、九条家からの寄付も多数あったが、売却されたり、伊勢暴動により焼失したりしたために、やはり現存するものは少ない。

## 本尊
- 阿弥陀如来[5]

## 歴代住職
- 西光寺開山：諦善法師（? - 1279年）[6]
- 真宗改宗：法順法師（? - ?）
- 第一世：本誓院釋西元法師（? - 1494年）[6]
- 第二世：光徳院釋真敬法師（1585年 - 1679年）[6]
- 第三世：西光院釋長元法師（1589年 - 1681年）[6]
- 第四世：西雲院釋景圓法師（1637年 - 1729年）[6]
- 第五世：顕照菴釋義夫法師（1690年 - 1778年）[6]
- 第六世：西帰菴釋子憲法師（1720年 - 1807年）[6]
- 第七世：本帰菴釋圓隆法師（1763年 - 1807年）[6]
- 第八世：家静菴釋敬道法師（? - 1819年）[6]
- 第九世：雲楽菴釋苔巖法師（1804年 - 1828年）[6]
- 第十世：應供菴釋等正法師（1793年 - 1852年）[6]
- 第十一世：信楽院釋成正法師（1823年 - 1889年）[6]
- 第十二世：至心院釋湛然法師（1848年 - 1914年）[6]
- 第十三世：願力院釋開運法師（1879年 - 1961年）[6]
- 第十四世：無上院釋正眞法師（1931年 - 2014年）[6]

## 年中行事
- 1月      - 修正会法要[7]
- 4月      - 春の永代経法要[7]
- 10月     - 秋の永代経法要[7]
- 12月     - 報恩講法要[7]
- 12月31日 - 除夜の鐘[7]

## 所在地
- 愛知県愛西市稲葉町本郷200番地[8]

## アクセス
- 名鉄尾西線
  - 日比野駅から南へ1.3km[8]
  - 佐屋駅から北東へ1.4km
- 東名阪自動車道
  - 弥富インターチェンジから北へ約3km/約5分

## 寺院周辺
- 愛西市市役所 西へ300m[8]
- 愛西市立佐屋小学校 西へ400m
- 愛西市立佐屋中学校 西へ500m
- ピアゴ佐屋店 南へ600m